# Insieme: 1992
Az Insieme: 1992 (magyarul: Együtt: 1992) című dal volt az 1990-es Eurovíziós Dalfesztivál győztes dala, melyet az olasz Toto Cutugno adott elő olasz nyelven.

## Az Eurovíziós Dalfesztivál
A dalt nemzeti döntő nélkül választották ki, Cutugnót az olasz tévé kérte fel a feladatra.
A dal egy ballada, melyben az énekes az egyesített Európa képét vázolja fel. Az 1990-es versenyen az Európában zajló események tükrében több dal is politikai témájú volt.
A május 5-én rendezett döntőben a fellépési sorrendben tizenkilencedikként adták elő, a svéd Edin-Ådahl Som En Vind című dala után, és az osztrák Simone Keine Mauern Mehr című dala előtt. A szavazás során száznegyvenkilenc pontot szerzett, mely az első helyet érte a huszonkét fős mezőnyben. Ez volt Olaszország második győzelme.
A következő olasz induló Peppino di Capri Comme È Ddoce 'O Mare című dala volt az 1991-es Eurovíziós Dalfesztiválon, ahol Cutugno volt az egyik műsorvezető. Ez volt az első alkalom, hogy az előző évi győztes volt az est házigazdája.
A következő győztes a svéd Carola Fångad Av En Stormvind című dala volt.

### Kapott pontok
|                                              | Zsűrik |     |     |     |     |     |     |     |     |     |     |     |     |     |     |     |     |     |     |     |     |   |
| ESP                                          | GRE    | BEL | TUR | NED | LUX | GBR | ICE | NOR | ISR | DEN | SUI | GER | FRA | YUG | POR | IRE | SWE | ITA | AUT | CYP | FIN |   |
| Pontok                                       | 12     | 10  | 8   | 8   | 8   | 10  | 0   | 3   | 0   | 1   | 6   | 8   | 6   | 4   | 6   | 10  | 12  | 10  |     | 7   | 12  | 8 |
| A tábla a fellépés sorrendjében van rendezve |        |     |     |     |     |     |     |     |     |     |     |     |     |     |     |     |     |     |     |     |     |   |

## Slágerlistás helyezések
| Slágerlisták (1990) | Lh.* |
| ------------------- | ---- |
| Ausztria            | 3    |
| Belgium             | 8    |
| Franciaország       | 9    |
| Hollandia           | 15   |
| Németország         | 13   |
| Svájc               | 2    |

*Lh. = Legjobb helyezés.

## Külső hivatkozások
- Dalszöveg
- YouTube videó: Az Insieme: 1992 című dal előadása a zágrábi döntőn